# Mše C dur (Beethoven)
Svou Mši C dur op. 86 komponoval Ludwig van Beethoven od března do srpna 1807 pro knížete Mikuláše II. z Esterházy, respektive pro uvedení ve svátek jeho manželky Marie Josefy Hermengildy.

## Historie vzniku
V době komponování své první mše, byl Beethoven pod silným vlivem mší složených Josephem Haydnem, které považoval za „nedosažitelná mistrovská díla“, které během komponování studoval. To se projevilo také ve skutečnosti, že Beethovenovy náčrtky pro část Gloria jeho mše C dur, jak ji objevil v roce 1991 muzikolog McGrann a nezávisle na něm Alan Tyson, obsahují také dvě pasáže z Haydnovy mše "Stvoření". 
Beethovenova Mše C dur byla poprvé provedena 13. září 1807 v Eisenstadtu, knížeti se však nelíbila, proto ji Beethoven v době tisku věnoval knížeti Ferdinandu Janovi Kinskému.
Některé části mše se hrály na koncertu 22. prosince 1808 v Divadle na Vídeňce. Téhož večera byly uvedeny také premiéry dalších Beethovenových skladeb, 5. a 6. symfonie, 4. klavírní koncert a Chorální fantazie, op. 80.
Touto mší se Beethoven odlišil od tradičního pojetí a podle vlastních prohlášení s textem zacházel tak, jak „dosud nebyl příliš zpracován“. Beethovenovou slavnější mší se však stala pozdější Missa solemnis.

## Názvy částí
1. Kyrie
2. Gloria (Qui tollis – Quoniam)
3. Krédo
4. Sanctus (Benedictus – Osanna)
5. Agnus Dei (Dona nobis pacem)

## Přijetí
Beethovenův sekretář a pozdější životopisec Anton Schindler uvádí anekdotu, která se váže k premiéře mše, a kterou převzal také Beethovenův životopisec Alexander Wheelock Thayer. Kníže Esterházy zvyklý na Haydnův styl, se po doznění mše spontánně otázal Beethovena, známého svou kritikou aristokratů: „Ale, milý Beethovene, co jste to zase udělal?“, což u Esterházyho dvorního kapelníka Johanna Nepomuka Hummela, který rovněž pro knížete zkomponoval několik mší, vyvolalo škodolibý smích. Beethoven, kterému kníže při příležitosti uvedení mše C dur přidělil také podřadné ubytování, pak údajně ve vzteku opustil město.   Beethovenův životopisec Maynard Solomon však pravdivost této anekdoty zpochybnil, protože je doložen Beethovenův pobyt v Eisenstadtu ještě další tři dny po premiéře.  Z pohledu životopisce Elliota Forbese ovšem změna dedikace knížeti Kinskému naznačuje, že k jistému incidentu skutečně mohlo dojít. 
E. T. A. Hoffmann očekával, že ve skladbě zjistí onu ohromnou sílu, kterou znal z Beethovenovy 5. symfonie, ale později se ve své recenzi z roku 1813 překvapeně vyjádřil o „výrazu dětsky veselé mysli“, „jež staví na čistotě, důvěře v Boží milost a k němu se obrací s prosbou jako na otce, který chce pro své děti to nejlepší a odpovídá na jejich žádosti“.  V části Agnus Dei v tónině c moll Hoffmann slyšel „pocit vnitřní melancholie, která však nedrásá srdce, nýbrž konejší, a v níž se bolest, jako by přišla z jiného světa, rozpouští v nadpozemské blaženosti“. 